# Llano del Medio
Llano del Medio – jednostka osadnicza w Stanach Zjednoczonych, w stanie Nowy Meksyk, w hrabstwie Guadalupe.